# Romblonboeboekuil
De romblonboeboekuil (Ninox spilonotus) werd in 1894 als aparte soort beschreven door  Dean Conant Worcester en Frank Swift Bourns. Het is een soort Ninox uit de uilenfamilie. De soort werd na 1894 vaker gezien als ondersoort binnen het taxon Ninox philippensis. Als resultaat van een nader onderzoek aan dit taxon werd deze soort weer afgesplitst als soort op twee eilanden binnen de Filipijnen. Het is een bedreigde, endemische vogelsoort in de Filipijnen.

## Kenmerken
De vogel is 26 cm lang en lijkt sterk op de luzonvalkuil. Deze uil is wat lichter oranjebruin en minder gestreept op de onderbuik en heeft lichte wenkbrauwen. Verder zijn er opmerkelijke verschillen in het geluid.

## Verspreiding en leefgebied
Deze soort komt alleen voor op de Filipijnse eilanden Sibuyan en Tablas. Het leefgebied bestaat uit ongerept regenwoud en oud secundair bos waarin grote bomen, in laagland en heuvelland tot 1000 meter boven zeeniveau. De soort telt twee ondersoorten:
- N. s. spilonotus: Sibuyan.
- N. s. fisheri: Tablas.

## Status
De romblonboeboekuil heeft een beperkt verspreidingsgebied en daardoor is de kans op uitsterven aanwezig. De grootte van de populatie werd in 2016 door BirdLife International geschat op 250 tot 1000 volwassen individuen en de populatie-aantallen nemen af door habitatverlies. Het leefgebied wordt aangetast door ontbossing waarbij natuurlijk bos wordt omgezet in gebied voor agrarisch gebruik en menselijke bewoning. Om deze redenen staat deze soort als bedreigd op de Rode Lijst van de IUCN.